# Porsche 944
Porsche 944 – sportowy samochód osobowy klasy kompaktowej produkowany przez niemiecką firmę motoryzacyjną Porsche. Został wprowadzony do produkcji w 1982 roku jako następca modelu 924, który pomimo początkowych założeń wytwarzany był równolegle z 944 do roku 1988, jako jego tańsza alternatywa. Porsche 944 zszedł z linii montażowych w roku 1991, zaś jego następcą zostało Porsche 968. Wprowadzenie na rynek Porsche 944 przyniosło w latach 80. firmie Porsche znaczący sukces. Samochód dostępny był w wersjach kabriolet oraz coupé, stosowano w nim także silniki turbodoładowane. Porsche 944 produkowano w kilku różnych wariantach: 944, 944 S, 944 Turbo, 944 S2, oraz 944 Turbo S.

## Historia modelu

### Porsche 944

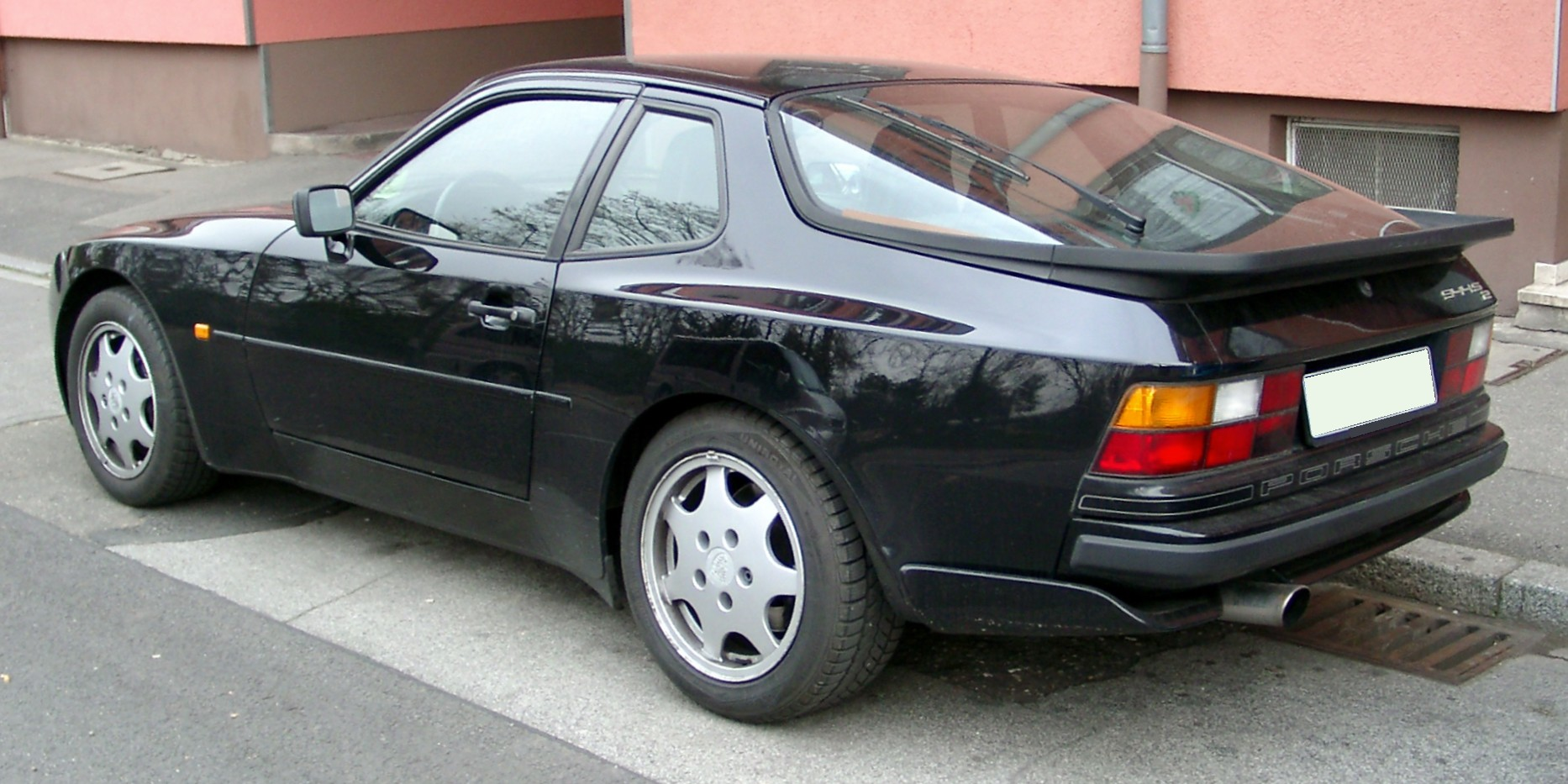
Porsche 944 – tył

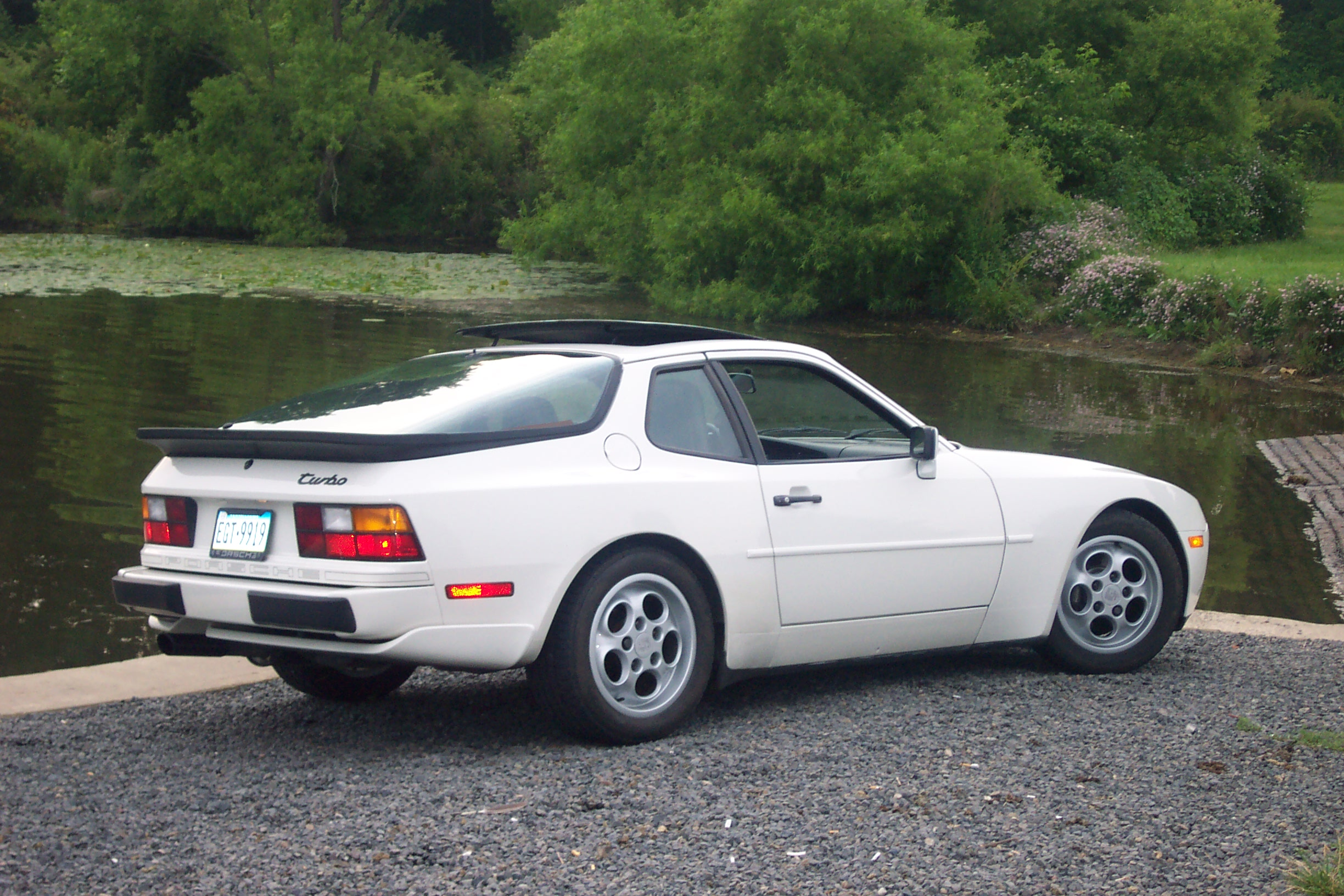
Porsche 944 Turbo

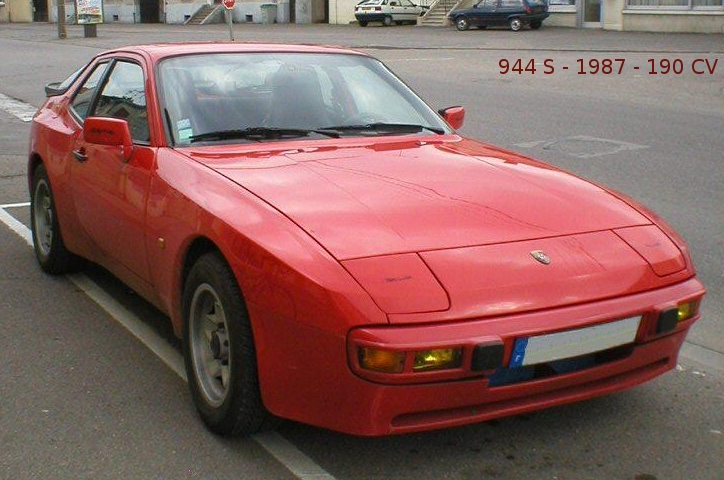
Porsche 944 S

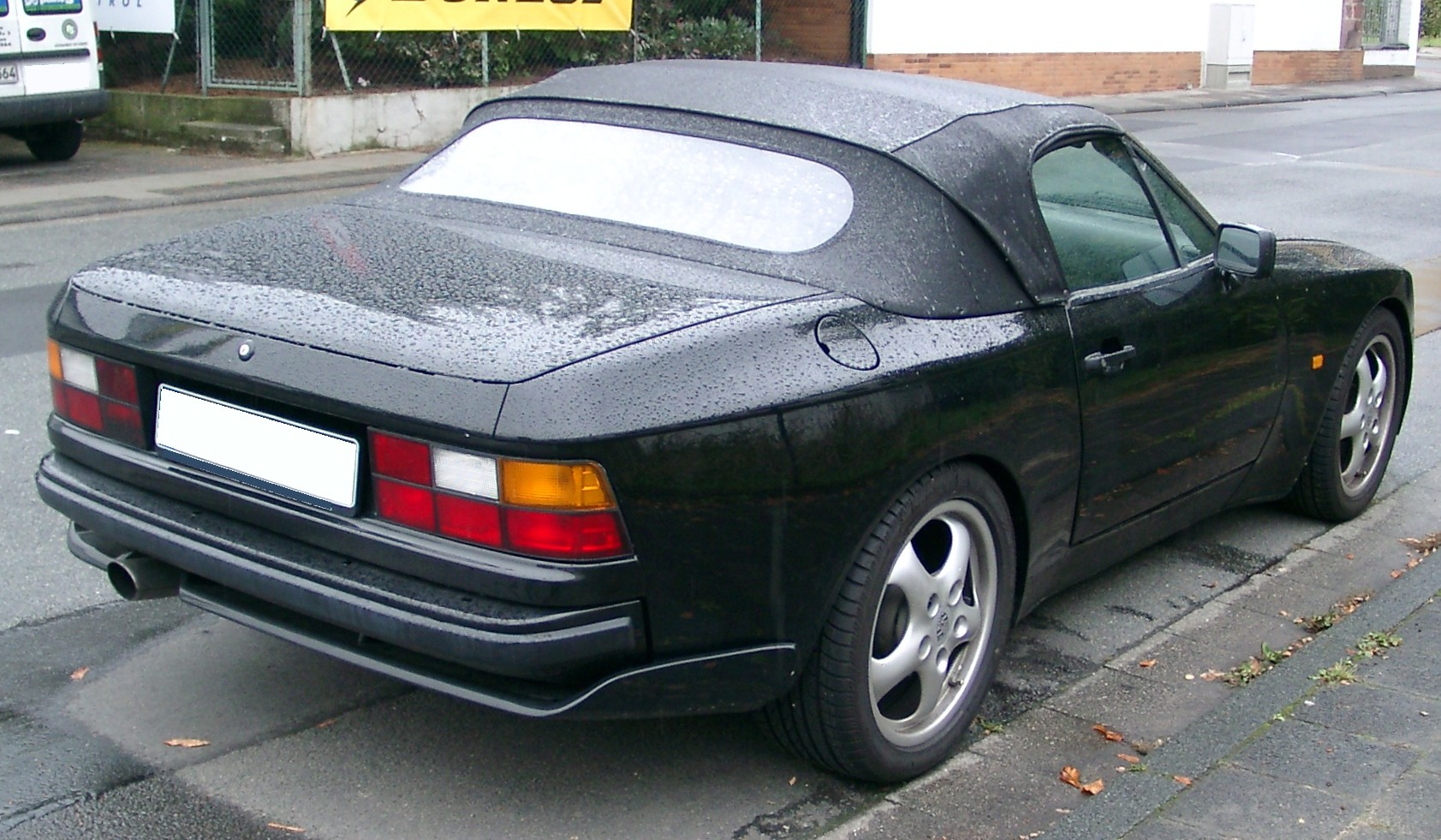
P1991 – Porsche 944 Cabrio

Bazą dla nowego samochodu Porsche był starszy model 924, który opierał się w dużej części na podzespołach Audi. 924 zbierał dość przychylne opinie od testerów, chwalony był za dobre właściwości jezdne, jego słabą stroną był zaś 2-litrowy silnik zapożyczony od Audi; wprowadzono więc 924 z silnikiem turbodoładowanym dla zapewnienia lepszych osiągów, cena jednak była zbyt wysoka. Zarząd Porsche postanowił rozwijać model 924, podobnie jak uczynił to z linią 911. Chociaż nazwa zmieniła się z 924 na 944, nowy model w dużej mierze opierał się na poprzedniku.
944 zostało wprowadzone na rynek w 1982; z początku napędzane było 2,5-litrowym silnikiem R4 (moc 144 KM). Zrezygnowano z wysłużonego motoru od Audi, opracowano całkiem nowy wykonany z lekkich stopów, oparty na jednostce V8 o pojemności pięciu litrów znanej z samochodu Porsche 928 (nowy motor powstał przez „odcięcie” połowy cylindrów, mimo podobieństwa konstrukcyjnego silników niewiele części mogło być między nimi wykorzystywanych zamiennie). W celu zapobieżenia wibracjom i nierównej pracy spowodowanym liczbą cylindrów (niewyważenie) zastosowano dwa wałki równoważące pracujące dwukrotnie szybciej niż silnik. Dzięki temu pracował on prawie tak stabilnie jak idealnie wyważony silnik sześciocylindrowy. Porsche 944 opierał się w dużej mierze na starszym modelu 924, wprowadzono jednak wiele zmian (m.in. odświeżone nadwozie z poszerzonymi błotnikami oraz spojlerem tylnym podobnym do tego z Porsche 924 Turbo). Zmodyfikowano także układ hamulcowy oraz zawieszenie. Wnętrze pozostało praktycznie bez zmian w stosunku do 924, wyjątkiem były pokrętła sterujące klimatyzacją. W samochodzie zastosowano układ transaxle: oznaczało to, że z przodu pojazdu umieszczono silnik, z tyłu natomiast skrzynię biegów. Rozwiązanie to korzystnie wpłynęło na rozkład obciążenia na obie osie (wynosi blisko 50%/50%). 944 pomimo gorszego współczynnika oporu aerodynamicznego karoserii było szybsze od swojego poprzednika, lepiej się również prowadziło. Przyspieszenie od 0 do 60 mil na godzinę (0–97 km/h) określane było fabrycznie na 9 s (8,3 s według „Porsche the Ultimate Guide” autorstwa Scotta Faraghera) co było jak na samochód sportowy słabym wynikiem. Prędkość maksymalna według danych producenta wynosiła 210 km/h (130 mph), testy przeprowadzone przez Autocar wykazały, że wynosiła ona 220 km/h (137 mph).
W połowie 1985 roku model 944 doczekał się pierwszych znaczących zmian. Znacznie poprawiono ergonomię wnętrza oraz obieg powietrza w kabinie, zastosowano zupełnie nowe boczki drzwi oraz deskę rozdzielczą, zamiast tradycyjnej stojącej anteny radiowej zastosowano odpowiednik wbudowany w przednią szybę, zaczęto montować większy wlew paliwa, opcjonalnie dostępne były podgrzewane i sterowane elektronicznie fotele, zestaw nagłośnienia Porsche HiFi. Zmodyfikowano również w celu zmniejszenia hałasu oraz wibracji nieznacznie układ transaxle. Ponadto samochód otrzymał wydajniejszy alternator. Wprowadzono również możliwość montażu felg o innym wzorze przypominającym z wyglądu tarczę telefoniczną. Samochody z roku 1985 w których wprowadzono nowe rozwiązania nazywane są „1985B” lub „1985 1/2".

### Porsche 944 Turbo (951)
W 1985 Porsche wprowadziło na rynek model 944 Turbo, który odznaczał się znacznie wyższymi osiągami. Silnik wyposażony został w turbosprężarkę oraz intercooler, po tych zmianach osiągał on moc 220 koni mechanicznych przy 6000 obr./min. Wersja Turbo odznaczała się również kilkoma innymi zmianami takimi jak: bardziej aerodynamiczne nadwozie, wzmocniona skrzynia biegów, szersze opony czy wzmocnione zawieszenie. Wariant Turbo otrzymał fabryczny numer 951 (wersja na rynek brytyjski z kierownicą po prawej stronie nosiła oznaczenie 952).

### Porsche 944 S
W 1987 roku wprowadzono natomiast wersję 944 S („Super”). 944 S wyposażono w mocniejszy wolnossący silnik (190 KM), był to pierwszy motor w serii 944 zaprojektowany w technice czterech zaworów na cylinder. Również w 1987 wprowadzono podwójne poduszki powietrzne oraz system ABS.

#### Porównanie specyfikacji wersji z silnikami wolnossącymi
| Porsche 944:                   | 944                                                      | 944                                                      | 944                                                      | 944                                                      | 944 S                         | 944 S2                        |
| ------------------------------ | -------------------------------------------------------- | -------------------------------------------------------- | -------------------------------------------------------- | -------------------------------------------------------- | ----------------------------- | ----------------------------- |
| Silnik:                        | czterocylindrowy rzędowy                                 | czterocylindrowy rzędowy                                 | czterocylindrowy rzędowy                                 | czterocylindrowy rzędowy                                 | czterocylindrowy rzędowy      | czterocylindrowy rzędowy      |
| Pojemność:                     | 2479 cm³                                                 | 2479 cm³                                                 | 2479 cm³                                                 | 2681 cm³                                                 | 2479 cm³                      | 2990 cm³                      |
| Średnica x skok:               | 100,0 × 78,9 mm                                          | 100,0 × 78,9 mm                                          | 100,0 × 78,9 mm                                          | 104,0 × 78,9 mm                                          | 100,0 × 78,9 mm               | 104,0 × 88,0 mm               |
| Moc maksymalna:                | 120 kW (163 KM)                                          | 110 kW (150 KM)                                          | 118 kW (160 KM)                                          | 121 kW (165 KM)                                          | 140 kW (190 KM)               | 155 kW (211 KM)               |
| Przy obr./min;                 | 5800                                                     | 5800                                                     | 5800                                                     | 5800                                                     | 6000                          | 5800                          |
| Moment obrotowy przy obr./min: | 205 Nm przy 3000                                         | 195 Nm przy 3000                                         | 210 Nm przy 4500                                         | 225 Nm przy 4200                                         | 230 Nm przy 4300              | 280 Nm przy 4000              |
| Stopień sprężania:             | 10,6 : 1                                                 | 9,7 : 1                                                  | 10,2 : 1                                                 | 10,9 : 1                                                 | 10,9 : 1                      | 10,9 : 1                      |
| Układ rozrządu:                | jeden wałek rozrządu                                     | jeden wałek rozrządu                                     | jeden wałek rozrządu                                     | jeden wałek rozrządu                                     | dwa wałki rozrządu            | dwa wałki rozrządu            |
| Chłodzenie:                    | silnik chłodzony cieczą                                  | silnik chłodzony cieczą                                  | silnik chłodzony cieczą                                  | silnik chłodzony cieczą                                  | silnik chłodzony cieczą       | silnik chłodzony cieczą       |
| Skrzynia biegów:               | 5-biegowa ręczna lub 3-biegowa automatyczna, napęd tylny | 5-biegowa ręczna lub 3-biegowa automatyczna, napęd tylny | 5-biegowa ręczna lub 3-biegowa automatyczna, napęd tylny | 5-biegowa ręczna lub 3-biegowa automatyczna, napęd tylny | 5-biegowa ręczna, napęd tylny | 5-biegowa ręczna, napęd tylny |
| Nadwozie:                      | karoseria samonośna stalowa                              | karoseria samonośna stalowa                              | karoseria samonośna stalowa                              | karoseria samonośna stalowa                              | karoseria samonośna stalowa   | karoseria samonośna stalowa   |
| Rozstaw kół przód/tył:         | 1477/1451 mm                                             | 1477/1451 mm                                             | 1477/1451 mm                                             | 1477/1451 mm                                             | 1477/1451 mm                  |                               |
| Rozstaw osi:                   | 2400 mm                                                  | 2400 mm                                                  | 2400 mm                                                  | 2400 mm                                                  | 2400 mm                       | 2400 mm                       |
| Masa:                          | 1180 kg (od 1986: 1210 kg)                               | 1210 kg (od 1987: 1240 kg)                               | 1260 kg                                                  | 1290 kg                                                  | 1280 kg                       | 1310 kg (od 1990: 1340 kg)    |

### Porsche 944 Turbo S
W 1988 Porsche wprowadziło mocniejszą wersję 944 Turbo, nosiła ona nazwę Turbo S. 944 Turbo S wyposażone zostało w jeszcze mocniejszy silnik, generujący moc 247 KM (30 KM więcej niż bazowe 944 Turbo). Wzrost mocy uzyskano przez zastosowanie większej turbiny. W czerwcu 1988 testowany przez „Car and Driver’s” 944 Turbo S uzyskał czas przyspieszenia od 0 do 100 km/h równy 5,5 s oraz czas przejazdu 400 metrów (1/4 mili) równy 13,9 s. Deklarowana prędkość maksymalna to 161 mph (~258 km/h).
W 1989 wariant ‘S’ stał się standardem dla modelu 944 Turbo. Pojemność silnika bazowej 944 wzrosła do 2,7 l. W tym samym roku wprowadzono wersję 944 S2, która miała silnik o pojemności 3,0 l generujący moc 208 KM.
W 1990 zaprzestano produkcji bazowego modelu z silnikiem o pojemności 2,7 l.

#### Porównanie specyfikacji wersji Turbo i Turbo S[5]
| Model       | Pojemność silnika | Skok tłoka | Średnica tłoka | Stopień sprężania | Moc max. według SAE | Moment obrotowy | Obroty maksymalne | Max. ciśnienie doładowania |
| ----------- | ----------------- | ---------- | -------------- | ----------------- | ------------------- | --------------- | ----------------- | -------------------------- |
| 944 Turbo   | 2479 cm³          | 78,9 mm    | 100 mm         | 8,0:1             | 220 KM              | 327 Nm          | 6500              | 0,75 bar                   |
| 944 Turbo S | 2479 cm³          | 78,9 mm    | 100 mm         | 8,0:1             | 250 KM              | 338 Nm          | 6500 ± 20         | 0,82 bar                   |

### Porsche 944 Turbo S Cabriolet
W lutym 1991 Porsche wprowadziło na rynek wersję 944 Turbo Cabriolet, łączyła ona nadwozie typu kabriolet z silnikiem od modelu 944 Turbo S o mocy 250KM. Początkowo zakładano wyprodukowanie jedynie 500 egzemplarzy tej wersji; ostatecznie powstało 625 pojazdów, z czego 100 miało kierownicę zamontowaną po prawej stronie (wersja na rynek brytyjski).

### Porsche 968
Na początku 1990 roku inżynierowie z Porsche rozpoczęli prace nad trzecią generacją modelu 944, S3. Prace objęły tak wiele zmian, że stworzono praktycznie nowy samochód. Porsche przeniosło rozwiązania które miały być zastosowane w 944 S3 do modelu 968. Produkcja 944 trwała do 1991 roku, w 1992 zadebiutował następca, Porsche 968.

## Osiągi
| Porsche 944:                 | 944      | 944      | 944      | 944      | 944 S    | 944 S2   | 944 Turbo Typ 951 | 944 Turbo Typ 951 | 944 Turbo S Typ 951 |
| ---------------------------- | -------- | -------- | -------- | -------- | -------- | -------- | ----------------- | ----------------- | ------------------- |
| Prędkość maksymalna:         | 220 km/h | 220 km/h | 218 km/h | 220 km/h | 228 km/h | 240 km/h | 245 km/h          | 260 km/h          | 260 km/h            |
| Przyspieszenie 0 – 100 km/h: | 8,4 s    | 8,5 s    | 8,4 s    | 8,2 s    | 7,9 s    | 6,8 s    | 6,3 s             | 5,9 s             | 5,9 s               |

## Produkcja

### 944
Łącznie powstało 113 070 sztuk modelu 944 w latach 1982–1989, z czego 56 921 sprzedano na rynku amerykańskim.
| Rok     | Produkcja | Reszta świata | USA    | Uwagi                           |
| ------- | --------- | ------------- | ------ | ------------------------------- |
| 1982    | 3921      | 3921          | –      |                                 |
| 1983    | 14 633    | 9127          | 5506   |                                 |
| 1984    | 26 539    | 9921          | 16 618 |                                 |
| 1985    | 23 720    | 17 553        | 6167   |                                 |
| 1986    | 17 010    | 6109          | 10 901 |                                 |
| 1987    | 10 689    | 2343          | 8346   |                                 |
| 1988    | 5965      | 2226          | 3731   | 8 wyeksportowanych do Australii |
| 1989    | 10 593    | 4941          | 5652   |                                 |
| Łącznie | 113 070   | 56 141        | 56 921 |                                 |

### 944 Turbo (951)
Powstało 25 107 sztuk modelu 944 Turbo, z czego 14 235 sprzedano w USA.
| Rok     | Produkcja | Reszta świata | USA          | Uwagi                              |
| ------- | --------- | ------------- | ------------ | ---------------------------------- |
| 1985    | 178       | 178           | –            |                                    |
| 1986    | 10 273    | 2760          | 7513         |                                    |
| 1987    | 4955      | 1546 + 188 SP | 3210 + 11 SP |                                    |
| 1988    | 4097      | 1875 + 94 SP  | 1874 + 98 SP | 126 SP – Kanada, 30 SP – Australia |
| 1989    | 4103      | 1333          | 1385         | 1385 – Kanada                      |
| 1990    | 1251      | 1107          | 144          |                                    |
| 1991    | 875       | 875           | –            |                                    |
| Łącznie | 25 107    | 9 331         | 14 235       | 30 – Australia, 1511 – Kanada      |

### 944 S
Łącznie powstało 12 936 sztuk modelu 944 S w przeciągu lat 1987–1988, 8688 wyeksportowano do USA.
| Rok     | Produkcja | Reszta świata | USA  | Uwagi                           |
| ------- | --------- | ------------- | ---- | ------------------------------- |
| 1987    | 5862      | 2635          | 3127 | 100 SP                          |
| 1988    | 7074      | 1305          | 5562 | 20 – Australia, 188 SP – Kanada |
| Łącznie | 12 936    | 4040          | 8688 | 20 – Australia, 188 – Kanada    |

### 944 S2
Powstało 6439 samochodów Porsche 944 S2 pomiędzy 1989 a 1991 rokiem, z czego 1929 wyeksportowano do USA. Dodatkowe 5640 sztuk wersji 944 S2 Cabriolet powstało w tych latach, 2402 sztuki sprzedano do USA.
| Rok     | Produkcja | Reszta świata | USA  | Uwagi |
| ------- | --------- | ------------- | ---- | ----- |
| 1989    | ?         | ?             | 970  |       |
| 1990    | 3321      | 2872          | 449  |       |
| 1991    | 3118      | 2608          | 510  |       |
| Łącznie | ?         | ?             | 1929 |       |

### 944 S2 Cabriolet
| Rok     | Produkcja | Reszta świata | USA   | Uwagi |
| ------- | --------- | ------------- | ----- | ----- |
| 1989    | ?         | ?             | 16    |       |
| 1990    | 3938      | 2114          | 1824  |       |
| 1991    | 1702      | 1140          | 562   |       |
| Łącznie | ?         | ?             | 2 402 |       |

### 944 Wersje specjalne
| Lata        | Model             | Produkcja | Uwagi        |
| ----------- | ----------------- | --------- | ------------ |
| 1981        | 944 GTP/R Le Mans | 1         |              |
| 1986 – 1989 | 944 Turbo Cup     | 150*      | *Co najmniej |

## Kultura masowa
- Porsche 944 występuje w wielu wariantach pośród innych samochodów marki Porsche w grze komputerowej Need for Speed: Porsche 2000.
- Model 944 turbo '89 występuje w symulatorach Forza Motorsport, Forza Motorsport 2, Forza Motorsport 3, Forza Motorsport 4 (jako DLC) na konsole Xbox i Xbox 360 oraz w grze Forza Horizon 3 na konsolę Xbox One oraz PC.